# Arthur Masuaku
Fuka Arthur Masuaku (ur. 7 listopada 1993 w Lille) – piłkarz z Demokratycznej Republiki Konga pochodzenia francuskiego, występujący na pozycji obrońcy w tureckim klubie Beşiktaş JK oraz w reprezentacji Demokratycznej Republiki Konga. Wychowanek Valenciennes FC, w swojej karierze grał także w Olympiakosie. Były młodzieżowy reprezentant Francji.

## Statystyki kariery
(aktualne na dzień 28 maja 2019)
| Klub               | Sezon              | Liga               | Liga  | Liga   | Puchar kraju | Puchar kraju | Puchar ligi | Puchar ligi | Europa | Europa | Suma  | Suma   |
| Klub               | Sezon              | Liga               | Mecze | Bramki | Mecze        | Bramki       | Mecze       | Bramki      | Mecze  | Bramki | Mecze | Bramki |
| ------------------ | ------------------ | ------------------ | ----- | ------ | ------------ | ------------ | ----------- | ----------- | ------ | ------ | ----- | ------ |
| Valenciennes FC    | 2012/13            | Ligue 1            | 0     | 0      | 1            | 0            | 0           | 0           | –      | –      | 1     | 0      |
| Valenciennes FC    | 2013/14            | Ligue 1            | 27    | 1      | 0            | 0            | 1           | 0           | –      | –      | 28    | 1      |
| Olympiakos SFP     | 2014/15            | Superleague        | 27    | 0      | 5            | 0            | –           | –           | 8      | 1      | 40    | 1      |
| Olympiakos SFP     | 2015/16            | Superleague        | 24    | 1      | 2            | 0            | –           | –           | 7      | 0      | 33    | 1      |
| Olympiakos SFP     | 2016/17            | Superleague        | 0     | 0      | 0            | 0            | –           | –           | 1      | 0      | 1     | 0      |
| West Ham United    | 2016/17            | Premier League     | 13    | 0      | 0            | 0            | 2           | 0           | 0      | 0      | 15    | 0      |
| West Ham United    | 2017/18            | Premier League     | 27    | 0      | 3            | 0            | 3           | 1           | 0      | 0      | 33    | 1      |
| West Ham United    | 2018/19            | Premier League     | 23    | 0      | 2            | 0            | 2           | 0           | 0      | 0      | 27    | 0      |
| Ogólnie w karierze | Ogólnie w karierze | Ogólnie w karierze | 141   | 2      | 13           | 0            | 8           | 1           | 16     | 1      | 177   | 4      |